# Apostel-Johannes-Kirche (Wilhelmshaven)

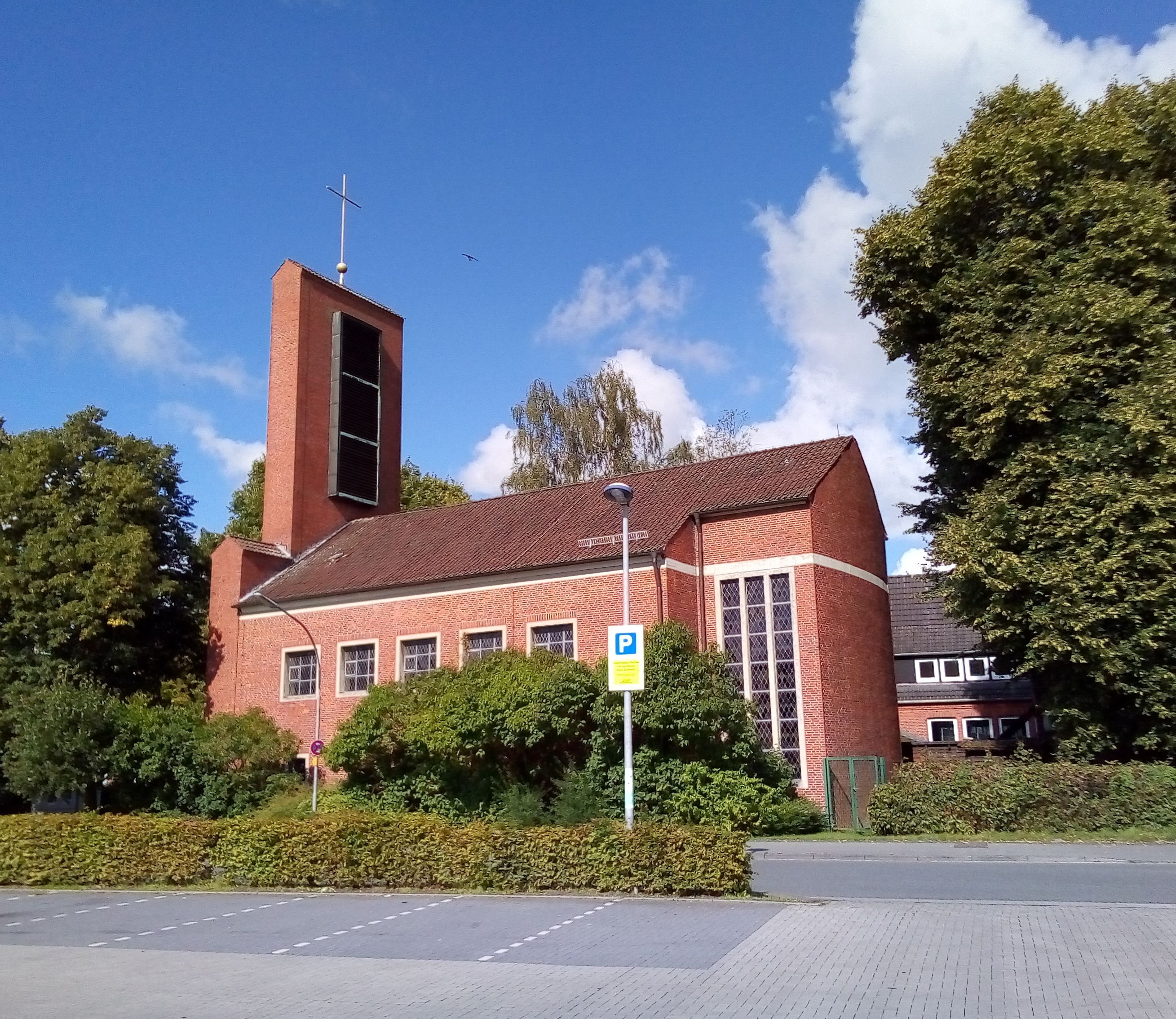
Apostel-Johannes-Kirche in Altengroden

Die evangelisch-lutherische Apostel-Johannes-Kirche steht in Altengroden, einem Stadtteil der kreisfreien Stadt Wilhelmshaven in Niedersachsen. Die Kirchengemeinde gehört zum Kirchenkreis Friesland-Wilhelmshaven der Evangelisch-Lutherischen Kirche in Oldenburg.

## Geschichte

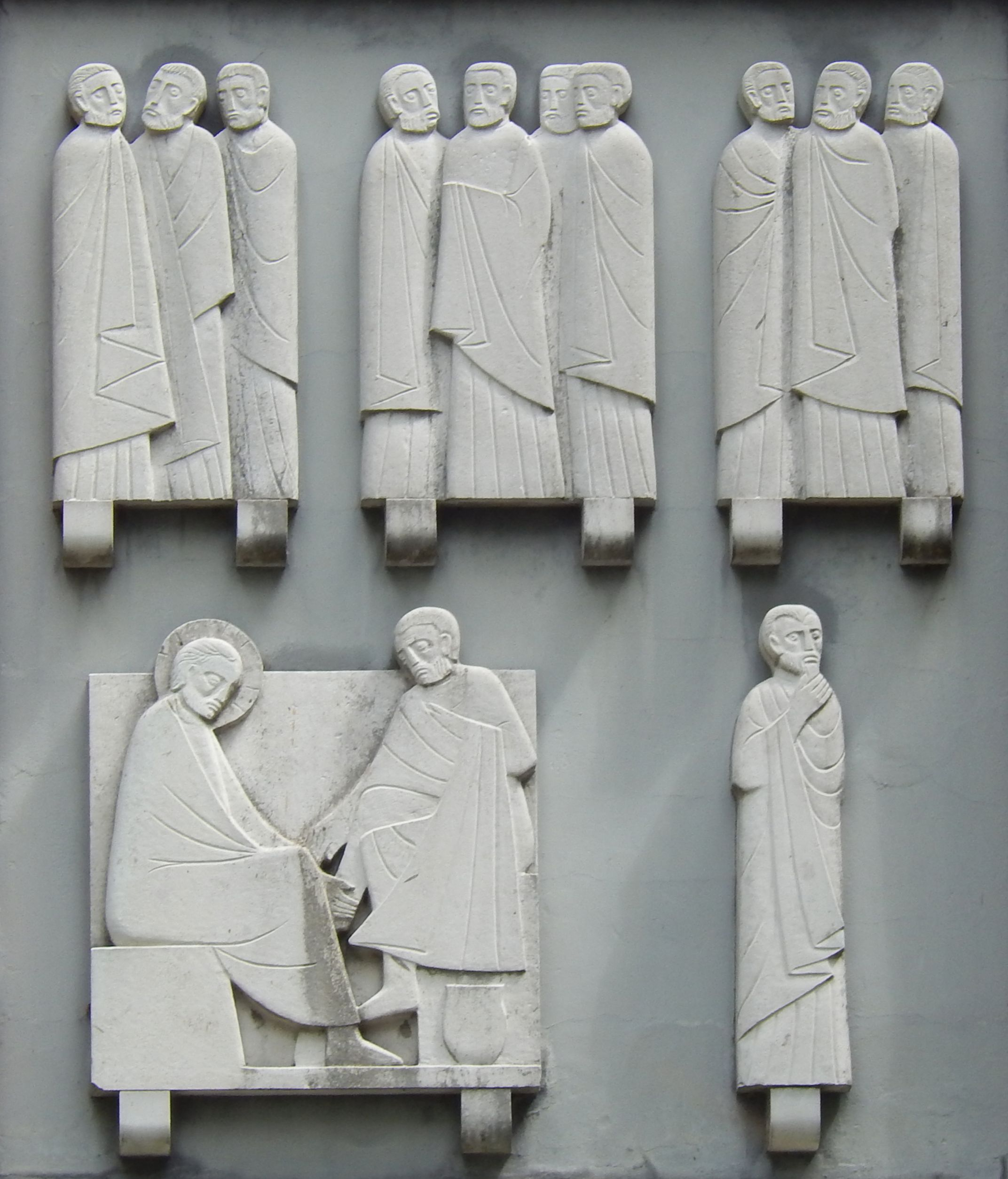
Relief der Fußwaschung über dem Eingang

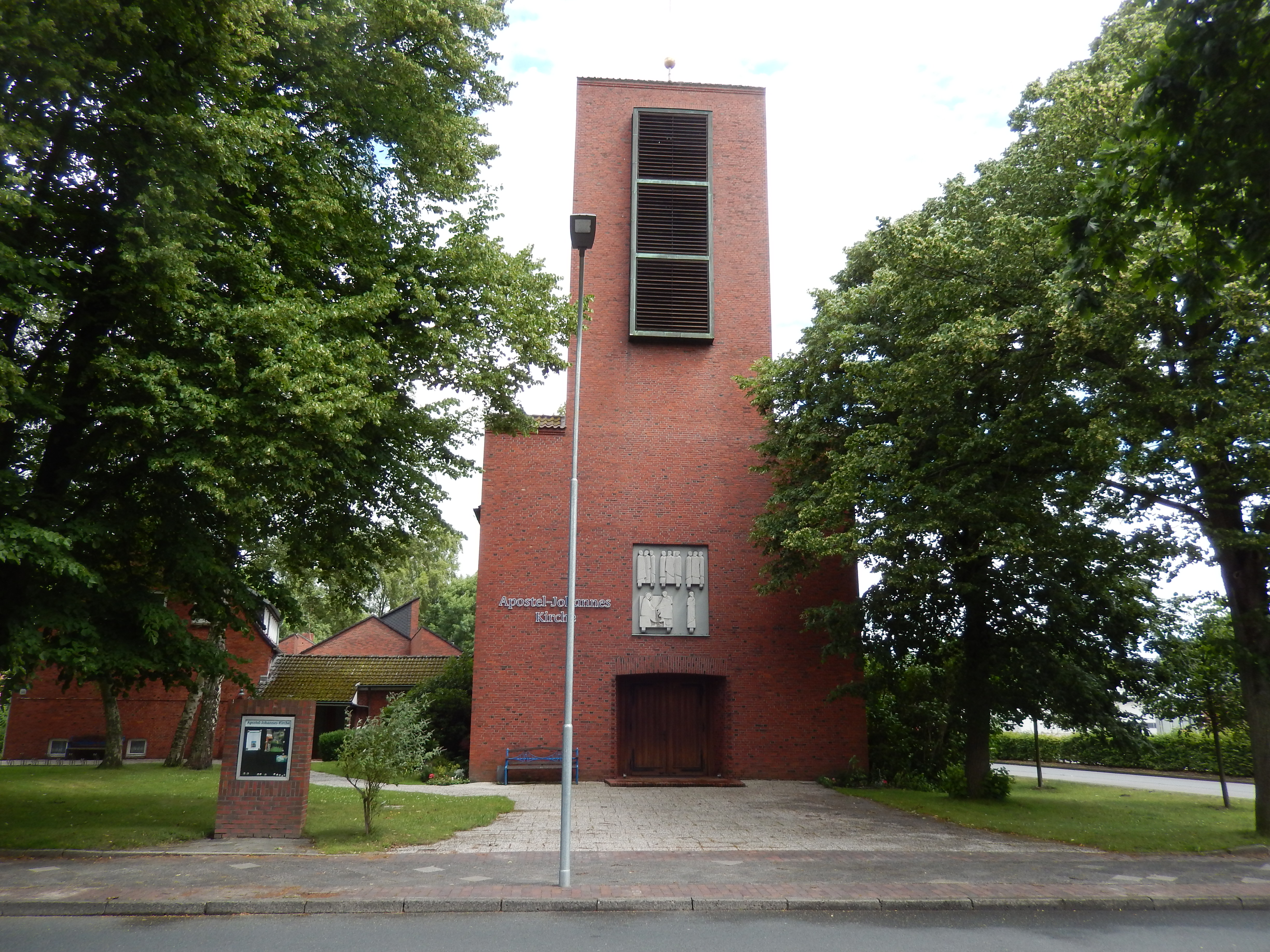
Eingangsbereich an der Werdumer Straße

Der bereits vor und während des Zweiten Weltkriegs begonnene Wohnungsbau im Stadtteil Altengroden wurde in den 1950er Jahren intensiv weitergeführt. Am 27. November 1955 wurde dazu die Apostel-Johannes-Kirche eingeweiht. Sie entstand nach Plänen des Hamburger Architekten Gerhard Langmaack. Benannt ist sie nach dem Apostel Johannes. Der Bildhauer und Maler Helmuth Uhrig gestaltete ein Relief an der Westseite der Kirche, das die Fußwaschung Jesu zeigt, sowie eine Jesus-Figur über dem Altar.